# Statue des Prinzen Ahmose
Bei der Statue des Prinzen Ahmose handelt es sich um eine altägyptische Statue aus Kalkstein, welche auf das Ende der 17. Dynastie datiert und derzeit im Louvre in Paris ausgestellt wird.

## Beschreibung
Die Statue ist ein aus Kalkstein gefertigtes stilisiertes Ebenbild des Prinzen Ahmose. Dieser ist auf einer mit Hieroglyphen verzierten Erhöhung in sitzender Position dargestellt. Arme und Beine der Statue sind beschädigt, der Rest ist gut erhalten. An den Gliedmaßen sind Einkerbungen zu erkennen, die Überreste roten Farbstoffes enthalten.

## Mögliche Interpretation
Im Alten Ägypten herrschte der Glaube, dass ein Verstorbener in einer Statue seines Körpers weiterleben konnte. Eine Äquivalenz zeigt sich in den Begriffen für Leiche, Leib und Statue, die mit demselben Schriftzeichen dargestellt werden. Durch Beschädigung von Statuen – meist durch Zerstörung des Gesichtes oder der Hieroglyphen des Namens – wurde ein Weiterleben in dieser Form unterbunden. Bei dieser Statue sind jedoch Name und Gesicht gut erhalten, während die Gliedmaßen beschädigt wurden. Auffällig ist die rote Farbe in den Einkerbungen. Die Farbe Rot zählt in der altägyptischen Mythologie als Farbe des Gottes Seth und als Symbol von Gefahr, Bösem oder Schlechtem. Durch die Verwendung der Farbe Rot schützte man sich vor einer Gefährdung durch den Prinzen Ahmose. Die Gliedmaßen wurden beschädigt und die Einkerbungen rot eingefärbt, um die Statue – im Falle eines Weiterlebens des Prinzen – ungefährlich zu machen, indem diesem die Bewegungsmöglichkeiten auf magische Weise geraubt wurden. Der König und Vater des Prinzen Ahmose wollte sich die Gunst seines Sohnes erhalten und bittet den Prinzen, ihn im Jenseits zu beschützen (erwähnt in den Hieroglyphen). Diese Bitte des Königs scheint Grund dafür zu sein, dass Name und Gesicht der Statue des Prinzen Ahmose nicht zerstört wurden (laut Analysen des Louvre).